# Жилые массивы и местности Киева
Список исторических и устоявшихся названий местностей и жилых массивов Киева.

## В границах административных районов

### Голосеевский
- Багринова гора — расположена между проспектом Науки, Сапёрной слободкой, Лысой горой, Мышеловкой и Надднепрянским шоссе, впервые упоминается в 1070 году.
- Байкова гора — местность, примыкающая к юго-западной границе района; носит название от фамилии генерал-майора Сергея Байкова, купившего здесь в 1831 году участок земли.
- Голосеево — Голосеевский лес и часть находящейся рядом застройки образуют местность, известную с XVI века.
- Демиевка — на территории местности начинают формироваться поселения в XVIII веке.
- Добрый путь — находится между Цимбаловым яром и Голосеевским лесом.
- Забайковье — находится у юго-западной границы района, известно с XIX века.
- Китаево — находится на юге района, здесь сохранились остатки городища, поселения и курганного могильника X—XIII веков.
- Корчеватое известно со второй половины XIX века как владение Выдубицкого монастыря.
- Лысая гора находится к юго-западу от Выдубичей местность, во второй половине XIX века здесь начали строить военную крепость.
- Мышеловка располагается вдоль улиц Квитки-Основьяненко и Ягодной, известна с 1618 года, как владение Печерского монастыря.
- Нижняя Теличка предположительно называется так, потому что там выпасали и продавали скот. Сейчас на её территории находятся 4 городских моста.
- Остров Водников находится между Днепром и Жуковым островом.
- Паньковщина находится к югу от Ботанического сада имени Фомина, названная по имени митрополитов Паньковичей (Панькевичей), управлявших этими землями в 1516—1577 годах.
- Предславино получило название от одноимённого села, которое было названо в честь дочери князя Владимира Святославовича.
- Сапёрная слободка возникла в 1840-е годы как посёлок сапёрного батальона военного гарнизона.
- Самбурки — местность в районе Самбирского переулка, получило называние от одноименного хутора.
- Теремки — местность на южной окраине города.
- У юго-восточных границ района находятся Феофания и Церковщина.

### Дарницкий
- Бортничи с 1988 года в составе района, местность упоминается с 1508 года в качестве земли, где разводили пчёл.
- Дарница впервые упомянута в 1509 году.
- Новая Дарница расположена между парком Партизанской Славы и Харьковским шоссе, известна с 1896 года как дачное поселение.
- Осокорки — из документа 1070 года известно, что киевский князь Всеволод Ярославович подарил село, давшее название современному жилому массиву, Выдубицкому монастырю.
- Позняки находятся к северу от проспекта Бажана, известны с 1571 года как поселение «бояр путных».
- Рембаза находится между Новой Дарницей и Шлакоблоком, название происходит от предприятий по ремонту техники.

### Деснянский
- Быковня — посёлок, с 1923 года входит в городскую черту.
- Вигуровщина-Троещина — жилой массив, застройка началась в 1981 году.
- Лесной — жилой массив, начал застраиваться во второй половине XX века.

### Днепровский
- Березняки — хутор известный с 1733 года, давший позднее название современному жилому массиву на берегу Днепра, местность активно застраивалась с конца 1960-х годов.
- Гидропарк — находится на островах около Русановского пролива находится, создана месте Предместной слободки.
- Воскресенка (Киев) — С XVII века известна местность Воскресенская слободка, располагавшаяся между рекой Десёнкой и современным бульваром Перова. В настоящее время жилые массивы этой территории носят название Воскресенка и Радужный.
- ДВРЗ — жилой массив, начинает застраиваться в 1930-е годы
- Комсомольский массив — активно застраивается в 1960—1970-е годы.
- Левобережный массив — застраивается в 1960—1970-е годы.
- Русановка — жилой массив, возможно получил своё название по фамилии Саввы Русановича, который в XVI веке владел здесь землями.
- Соцгород — жилой массив между станциями метро Черниговская и Дарница, возник в середине XX века.
- Старая Дарница находится между улицами Лохвицкой, Азербайджанской и железной дорогой, название от села XIX века

### Оболонский
- Вышгородский массив — начинает застраиваться В 1971 году.
- ДВС — находится рядом с дорогой на Вышгород.
- Кинь-Грусть — историческая местность в районе современной площади Шевченко и прилегающих улиц
- Минский массив — жилой массив, активно строившийся в 1970—1980-х годах.
- Оболонь — жилой массив, расположенный на севере города, местность известна по упоминаниям в летописях с 1096 года.
- Приорка — местность на западе района, получившая название от поселения, располагавшегося здесь в середине XVII века, принадлежавшего приору Петру Розвадовскому.
- Пуща-Водица — местность на северо-западной окраине района.

### Печерский
- Аскольдова могила (Угорское урочище) расположено на берегу Днепра в северной части района, где по летописи останавливались в IX веке мадьяры и по преданию похоронен Аскольд.
- Берестово — урочище на территории Парка Вечной Славы упоминается с X века в связи с загородным дворцом Владимира Святославовича.
- Выдубичи — местность на холмах между Зверинцем и Надднепрянским шоссе, которая упоминается с 1070 года в связи со строительством резиденции Всеволода Ярославовича.
- Зверинец — местность, которая получила своё название со времён Киевской Руси, когда здесь были густые леса, богатые дичью (зверем).
- Клов — урочище, известно с XI века, расположенное в районе одноименной станции метро. В середине XVIII века около Кловского дворца была высажена липовая аллея, которая дала название местности Липки.
- Микрорайон имени Дзержинского  находится в районе пересечения улицы Красноармейской и бульвара Дружбы народов, название получил о расположенных рядом площади и завода.

### Подольский
- Виноградарь — поселение с 1935 году, на месте которого в 1970-х годах возник одноимённый жилой массив.
- Ветряные горы — местность известна начиная с конца XIX века
- Куреневка — местность известна с начала XVII века, расположена между Подолом, Приоркой и Сырцом.
- Мостицкий массив — спальный район с соответствующей инфраструктурой. Возник в 1980-е годы.
- Подол — местность, давшая название району и расположенная на берегу Днепра, одна из самых древних в Киеве.
- Синеозёрный — жилой массива, застройка началась в 1981 году

### Святошинский
- Авиагородок появился в 1940 году.
- Академгородок — жилой массив, начал застраиваться во второй половине 1950-х и в 1960-х годах между бульваром Академика Вернадского, улицей Академика Доброхотова, проспектом Академика Палладина и железной дорогой Киев — Коростень.
- Борщаговка — на западе города расположена местность, получившая название от поселений, известных с XVII века, ранее принадлежавших монастырям. Разделяется на Братскую, Южную, Михайловскую Борщаговку.
- Галаганы — местность, получившая название от одноимённого хутора, возникшего в XIX веке, находится между улицами Дружковской и Экскаваторной.
- Беличи — упоминается ещё в 1161 году в Воскресенской летописи.
- Новобеличи — жилой массив к северу от Беличей
- Святошино — историческая местность, давшая название району местность, впервые упоминается в 1619 году, в конце XIX — начале XX века здесь был дачный посёлок и санатории.

### Соломенский
- Батыева гора — изначально селение возникшее на границе XIX—XX столетий для работников-железнодорожников, находится между Протасовым и Кучминым ярами.
- Грушки — местность между улицами Гарматной и Николая Василенко, возникла как одноимённый хутор во второй половине XIX века.
- Казённые дачи — местность, известная с 1854 года. Расположена районе проспекта Победы, улиц Гарматной, Академика Янгеля и Выборгской находилась местность
- Караваевы дачи — местность, известная со второй половины XIX века известна местность, расположена между Шулявкой и Отрадным, жилым массивом основанным в качестве хутора в 1914 году.
- Кучмин яр — в первой половине XIX века в яру недалеко от территории современного Соломенского парка поселился крестьянин Григорий Кучма, по имени которого стала называться местность
- Совки — известны со второй половине XIV века, как загородный двор киевского князя Владимира Ольгердовича
- Соломенка — местность, известная с первой половины XIX века как предместье Киева, а уже в конце 1850-х годов входит в состав города.
- Чоколовка — район между Соломенкой и аэропортом Жуляны.
- Шулявка — название района происходит от древнеславянского «шелвова Борки» (низкорослый лесок с большим количеством лужаек), который упоминается в древнерусских летописях X—XI веков.

### Шевченковский
- Дорогожичи — местность находится в районе современной Лукьяновской площади. Сама площадь и окружающая её местность получили название от находившегося там в XIX веке села Лукьяновка.
- Нивки — местность известна с середины XIX века как хутор и дачи.
- Сырец — местность получила название по одноимённой реке, известна с 1239 года.
- Татарка — известна со второй половины XIX века как местность между Подолом и Лукьяновкой, где поселились нижегородские татары.